# 平家平温泉
平家平温泉（へいけだいらおんせん）は、栃木県日光市（旧国下野国）にある温泉。川俣温泉の一部。

## 宿
一軒宿の「こまゆみの里」がある。創業は1984年（昭和59年）。こまゆみの里には源泉が4つある。男女別の大浴場、混浴露天風呂、女性専用露天風呂、栃の古木をくりぬいた大丸太風呂などがある。日本秘湯を守る会会員。
2013年（平成25年）2月25日に栃木県北部地震が発生し、損壊したため、休業し、同年12月に再開。隣の女夫渕温泉の「女夫渕温泉ホテル」はこの地震で廃業した。

## アクセス
- 車 : 日光宇都宮道路日光ICより40分。
- 鉄道 : 東武鬼怒川線鬼怒川温泉駅より日光市営バスでバス停「平家平温泉」下車（1時間33分）[1]。

## 参照
1. ↑  ゆらり湯の路　湯西川・川俣・奥鬼怒温泉観光協会 - バス時刻表　鬼怒川⇔女夫渕時刻